# Alejandra Celedón
Alejandra Celedón es arquitecta y académica chilena, curadora del pabellón chileno para la  Bienal de Arquitectura de Venecia 2018.

## Biografía y trayectoria profesional
Alejandra Celedón nació en Edmonton, Canadá. Estudió arquitectura en la Universidad de Chile, donde se tituló en 2003. Posteriormente cursó el magíster en Estudios de Arquitectura Avanzada en la Bartlett School of Architecture y es Doctora en Arquitectura por la Architectural Association School of Architecture con la tesis ‘Rhetorics of the Plan’ (2014).
Celedón se ha dedicado principalmente a la investigación, a docencia y la curatoría orientándose "a diversas temáticas en torno a la historia social de la arquitectura y la ciudad, con una especial atención a sus sistemas de representación". En esta línea, su tesis de doctorado Rhetorics of the Plan (2014) aborda en profundidad los orígenes históricos y las implicancias epistemológicas de la priorización de la vista en planta. 
En 2017 ganó la convocatoria de la curatoría del pabellón chileno en la Bienal de Arquitectura de Venecia 2018 con el proyecto 'Stadium'. La propuesta consistió en la construcción de un modelo a gran escala del Estadio Nacional de Santiago, "con el objetivo de ilustrar las políticas públicas de vivienda" en los años ochenta en Chile.
En 2019 'Stadium' fue presentado en el Museo de Arte Contemporáneo de Santiago y ese mismo año fue co-curadora (junto a Nicolas Stutzin y Javier Correa) de la exhibición The Plot: Miracle and Mirage en la Bienal de Arquitectura de Chicago 2019.
Celedón ha sido invitada a dictar conferencias y seminarios en The Berlage, The Architectural Association, Universidad de Navarra, Universidad de Torcuato di Tella y Universidad de Costa Rica. Sus últimas publicaciones incluyen "Half-Plan" en San Rocco, "Footprints" y "Margarita" en ARQ, el libro “Stadium” (ParkBooks, Zurich, 2018) coeditado junto a Stephannie Fell y “Stereografía: Tattara & Zenghelis” coeditado junto a Felipe de Ferrari y Francisco Díaz (Ediciones ARQ, Santiago, 2020) y el artículo “The Chilean School: a room for upbringing and uprising” (AA Files 77, 2020). En 2019 cofundó Ciudades de Octubre un grupo asociativo de estudiantes, arquitectos y académicos chilenos que cruza problemáticas arquitectónicas, urbanas e históricas a través de formatos y registros que escapan o amplían los de la investigación tradicional. 
Entre 2016 y 2023 fue académica investigadora y jefa del programa de Magíster en Arquitectura de la Pontificia Universidad Católica en Santiago, Chile.
Desde 2023 es Decana de la Facultad de Arquitectura, Arte y Diseño de la Universidad Diego Portales.